# Parlamentswahl in der Republik Moldau April 2009
- PCRM: 60
- AMN: 11
- PL: 15
- PLDM: 15

Die Parlamentswahl in der Republik Moldau April 2009 fand am 5. April 2009 statt.

## Kontroversen im Vorfeld
Die Europäische Union forderte von der Republik Moldau vor der Wahl eine Änderung des Wahlrechts. Dieses sieht eine Sperrklausel von 6 % vor. Wahlbündnisse mehrerer Parteien sind nicht zulässig. Kleinere westlich orientierte Parteien behaupten, diese Gesetzgebung sei gegen sie gerichtet. Staatspräsident Vladimir Voronin wies die Forderungen zurück.
Die Oppositionsparteien beklagten Einschüchterungsversuche durch Justiz und Polizei sowie den eingeschränkten Zugang zum Massenmedium Fernsehen. Die OSZE, die mit Wahlbeobachtern vor Ort war, erwartete eine mehr oder weniger demokratische Abstimmung. Die Republik Moldau gilt als einziges Land der Gemeinschaft unabhängiger Staaten, in dem es seit dem Zusammenbruch der Sowjetunion stets verhältnismäßig freie Wahlen gegeben hatte.

## Antretende Parteien und Kandidaten
Die Wahlkommission hatte 15 Parteien und acht unabhängige Kandidaten zugelassen. Insgesamt bewarben sich 1.183 Kandidaten um die 101 Parlamentssitze.
Parteien und Kandidaten (in der von der Wahlkommission festgelegten Reihenfolge):
1. Partidul Social Democrat (PSD)
2. Partidul Liberal (PL)
3. Alianța “Moldova Noastră” (AMN), Mitgliedspartei der ELDR
4. Partidul Popular Creștin Democrat (PPCD), Mitgliedspartei der EVP
5. Partidul Comuniștilor din Republica Moldova (PCRM), Mitgliedspartei der Europäischen Linken
6. Partidul Liberal Democrat din Moldova (PLDM)
7. Partidul Democrat din Moldova
8. Uniunea Centristă din Moldova
9. Mișcarea social-politică “Acțiunea Europeană”
10. Partidul Dezvoltării Spirituale “Moldova Unită”
11. Partidul Conservator
12. Sergiu Banari (unabhängiger Einzelbewerber)
13. Ștefan Urîtu (unabhängiger Einzelbewerber)
14. Partidul Ecologist “Alianța Verde” din Moldova, Mitgliedspartei der EGP (erklärte nach Zulassung Verzicht auf Teilnahme)
15. Partidul “Pentru Neam și Țară” (erklärte nach Zulassung Verzicht auf Teilnahme)
16. Victor Răilean (unabhängiger Einzelbewerber)
17. Uniunea Muncii “Patria-Rodina” (erklärte nach Zulassung Verzicht auf Teilnahme)
18. Partidul Republican din Moldova
19. Tatiana Țîmbalist (unabhängige Einzelbewerberin)
20. Alexandr Lomakin (unabhängiger Einzelbewerber)
21. Valentina Cușnir (unabhängige Einzelbewerberin, erklärte nach Zulassung Verzicht auf Teilnahme)

## Politische Stimmung
Die politische Stimmung im Vorfeld der Wahlen wurde als kritisch für die regierenden Kommunisten eingeschätzt. Bei ihrem erstmaligen Wahlsieg 2001 hatten diese eine Annäherung an Russland, die Wiedervereinigung mit der Separatistenrepublik Transnistrien und eine Verbesserung der wirtschaftlichen und sozialen Lage versprochen. Die Wahlversprechen konnten indes nicht eingehalten werden. Die wirtschaftliche Lage war nach wie vor prekär bei einer zugleich florierenden Korruption. Beobachter vermuteten, dass die Regierung sich bemühte, den Lebensstandard bis zu den Wahlen einigermaßen stabil zu halten und erwarten für die Zeit nach dem Urnengang etwa eine signifikante Abwertung der Landeswährung die bislang künstlich überbewertet sei.
Umfragen zufolge hätten die Kommunisten selbst bei einem starken Einbruch der Wählerzustimmung wegen der Zersplitterung der Opposition und der Sperrklausel von 6 % eine Chance gehabt, ihre Mehrheit im Parlament zu verteidigen:
| Partei \ Umfrage | Partei \ Umfrage                                 | Vox-Populi 2008 (September 2008) | CBS-AXA (November 2008) |
| ---------------- | ------------------------------------------------ | -------------------------------- | ----------------------- |
|                  | Kommunistische Partei der Republik Moldau (PCRM) | 20,0 %                           | 47,5 %                  |
|                  | Allianz „Unser Moldau“ (AMN)                     | 8,5 %                            | 6,8 %                   |
|                  | Liberaldemokratische Partei Moldaus (PLDM)       | 7,1 %                            | 6,3 %                   |
|                  | Liberale Partei (PL)                             | 4,3 %                            | 10,2 %                  |
|                  | Demokratische Partei Moldaus (PDM)               | 3,7 %                            | 4,0 %                   |
|                  | Sozialdemokratische Partei (PSD)                 | 3,2 %                            | 9,3 %                   |
|                  | Christlich-Demokratische Volkspartei (PPCD)      | 2,7 %                            | 4,0 %                   |

Die Umfrage Vox-Populi 2008 ergab zudem, dass über 80 % der Bürger mit ihrer materiellen Situation unzufrieden waren. Die höchste Zufriedenheit herrschte den Ergebnissen zufolge bei jungen, gut ausgebildeten Stadtbewohnern.

## Ablauf und Bewertung durch Wahlbeobachter
Zur Stimmabgabe waren rund 2,6 Millionen Wahlberechtigte aufgerufen. In den 1977 Wahlbezirken begann die Stimmabgabe um 7 Uhr Ortszeit (OEZ) und endete um 21 Uhr Ortszeit. 33 Wahlbezirke liegen außerhalb der Grenzen der Republik Moldau, zehn in der abtrünnigen Republik Transnistrien, wo eine Abstimmung aber von den Behörden verhindert wurde. Die Wahl erfolgte mit Hilfe von Wahlcomputern, was eine relativ schnelle Zählung der Stimmen ermöglichte.
Wahlbeobachter verschiedener Organisationen, darunter der OSZE und der GUS bewerteten den Ablauf der Wahlen als korrekt. Die britische Europaabgeordnete Emma Nicholson, die für die OSZE vor Ort war, äußerte dagegen den Verdacht, die Wahlen seien gefälscht worden. So hätten die ersten Auszählungsergebnisse in der Wahlnacht eine klare Niederlage der Regierungspartei nahegelegt. Diese hätte gegen 1:00 Uhr bei 35 Prozent der Wählerstimmen gelegen, die Oppositionsparteien dagegen bei 40 bis 45 Prozent. Zur Verwunderung der Wahlbeobachterin sei am Morgen um 8:00 Uhr jedoch durch die Wahlleitung eine klare Mehrheit der PCRM festgestellt worden. Das positive Urteil der OSZE erklärt Nicholson u. a. damit, dass auch Russland Mitglied der OSZE sei und somit Einfluss auf die Wahlbeobachtungsmission gehabt habe. Die Meinung der russischen Wahlbeobachter habe sich deutlich von ihrer eigenen und der anderer Beobachter unterschieden. Überdies gab es Berichte darüber, dass Stimmen längst verstorbener oder nicht anwesender Wahlberechtigter gezählt worden seien. Nach offiziellen Angaben sollen von den rund eine Million Auslandsmoldauern nur 16.000 ihre Stimme abgegeben haben, wovon wiederum 4.000 Stimmen als ungültig gewertet wurden. Die Bevölkerungsgruppe der Auslandsmoldauer gilt als Hochburg der Oppositionsparteien.

## Offizielles Endergebnis
| Partei             | Partei                                                           | Stimmen   | Stimmen | Stimmen | Sitze  | Sitze |
| Partei             | Partei                                                           | Anzahl    | %       | +/−     | Anzahl | +/−   |
| ------------------ | ---------------------------------------------------------------- | --------- | ------- | ------- | ------ | ----- |
|                    | Kommunistische Partei der Republik Moldau (PCRM)                 | 760.551   | 49,48   | +3,5    | 60     | +4    |
|                    | Liberale Partei (PL)                                             | 201.879   | 13,13   | +13,13  | 15     | +15   |
|                    | Liberaldemokratische Partei Moldaus (PLDM)                       | 191.113   | 12,43   | +12,43  | 15     | +15   |
|                    | Allianz „Unser Moldau“ (AMN)                                     | 150.155   | 9,77    | −18,76  | 11     | −23   |
|                    | Sozialdemokratische Partei (PSD)                                 | 56.866    | 3,70    | +0,78   | —      | —     |
|                    | Christlich-Demokratische Volkspartei (PPCD)                      | 46.654    | 3,04    | −6,03   | —      | −11   |
|                    | Demokratische Partei Moldaus (PDM)                               | 45.698    | 2,97    | +2,97   | —      | —     |
|                    | Zentrumsunion Moldaus (UCM)                                      | 42.211    | 2,75    | +2,00   | —      | —     |
|                    | Bewegung „Europäische Aktion“ (MAE)                              | 15.481    | 1,01    | +1,01   | —      | —     |
|                    | Konservative Partei (PC)                                         | 4.399     | 0,29    | +0,29   | —      | —     |
|                    | Partei der spirituellen Entwicklung „Vereinigtes Moldau“ (PDSMU) | 3,357     | 0,22    | +0,22   | —      | —     |
|                    | Republikanische Partei Moldaus (PRM)                             | 1.436     | 0,09    | +0,05   | —      | —     |
|                    | Unabhängige Kandidaten                                           | 17.287    | 1,12    | +0,18   | —      | —     |
|                    | Gesamt                                                           | 1.537.087 | 100,00  |         | 101    |       |
| Wahlberechtigte    | Wahlberechtigte                                                  | 2.704.103 |         |         |        |       |
| Wahlbeteiligung    | Wahlbeteiligung                                                  | 57,55 %   |         |         |        |       |
| Abgegebene Stimmen | Abgegebene Stimmen                                               | 1.556.083 |         |         |        |       |
| Ungültige Stimmen  | Ungültige Stimmen                                                | 18.996    |         |         |        |       |
| Quelle:            |                                                                  |           |         |         |        |       |

Eine Prognose auf Grundlage von Nachwahlbefragungen sah die Kommunisten zunächst bei knapp 45 % der Stimmen und damit 55 Sitzen im Parlament. Die Oppositionsparteien hätten es dabei zusammen auf 46 Mandate gebracht. Den offiziellen Ergebnissen zufolge konnten die Kommunisten entgegen den Erwartungen einiger Beobachter ihre absolute Parlamentsmehrheit verteidigen und sogar noch ausbauen. Die Wahlgesetzgebung kam insofern der Regierungspartei zugute, dass das angewendete D’Hondt-Verfahren zur Ermittlung der Sitzverteilung kleinere Parteien benachteiligt und zugleich ein Zusammenschluss zu Wahlallianzen, mit dem dieser Nachteil hätte kompensiert werden können, in Moldau nicht mehr zulässig ist.
In den Tagen nach der Wahl sah es zunächst lange nach einer Drei-Fünftel-Mehrheit der Kommunisten (61 Sitze) im Parlament aus. Am Abend des 8. April korrigierte die Wahlleitung ihre Angaben leicht nach unten, so dass die Regierungspartei nunmehr zur Wahl des nächsten Staatsoberhaupts auf mindestens eine Stimme aus den Reihen der Opposition angewiesen ist.
Während die Bevölkerung in den Provinzen mehrheitlich die Kommunistische Partei unterstützt, gibt es in der Hauptstadt eine breite Unterstützung für die Opposition. Dieser starke Gegensatz in der parteipolitischen Präferenz sowie die Abweichung des offiziellen Ergebnisses von der Nachwahlbefragung, nach der die PCRM zwar eine absolute, aber keine Drei-Fünftel-Mehrheit erhalten hätte, sind Gründe für die Unzufriedenheit der Stadtbevölkerung mit dem Wahlergebnis, die in der Woche nach den Wahlen zu gewalttätigen Ausschreitungen führte. Einen weiteren Gegensatz gibt es zwischen den zahlreichen im westlichen Ausland (v. a. in Rumänien) lebenden Auslandsmoldauer, die mehrheitlich europäisch orientierte Kräfte unterstützen, und den im Inland lebenden Bürgern. Es wird vermutet, dass viele Auslandsmoldauer wegen der erschwerten Bedingungen nicht gewählt haben und das offizielle Ergebnis die Stimmung unter der In- und Auslandsbevölkerung nur verzerrt widerspiegelt.

## Wahlkarten
Die folgenden Karten zeigen die Stimmenverteilung und die Wahlbeteiligung, aufgeschlüsselt nach einzelnen Wahlbezirken, nach dem offiziellen amtlichen Endergebnis:

Stimmenanteile der Kommunistischen Partei (PCRM)
Stimmenanteile der Liberalen Partei (PL)
Stimmenanteile der Liberaldemokratischen Partei (PLDM)
Stimmenanteile der Allianz „Unser Moldau“ (AMN)
Stimmenanteile der 3 Oppositionsparteien PL+PLDM+AMN
Wahlbeteiligung in Prozent

## Fälschungsvorwürfe und Proteste

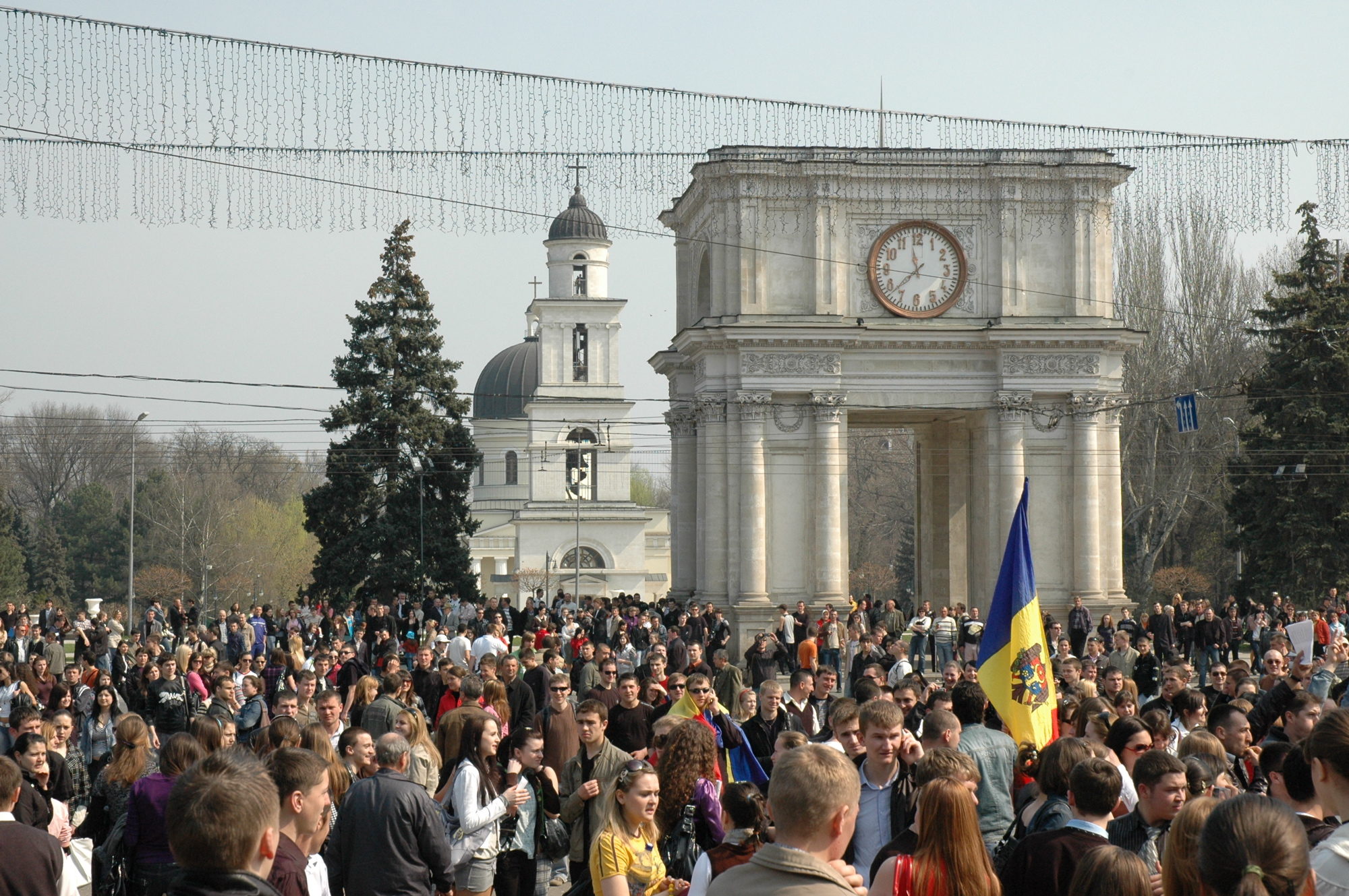
Demonstranten im Stadtzentrum von Chișinău

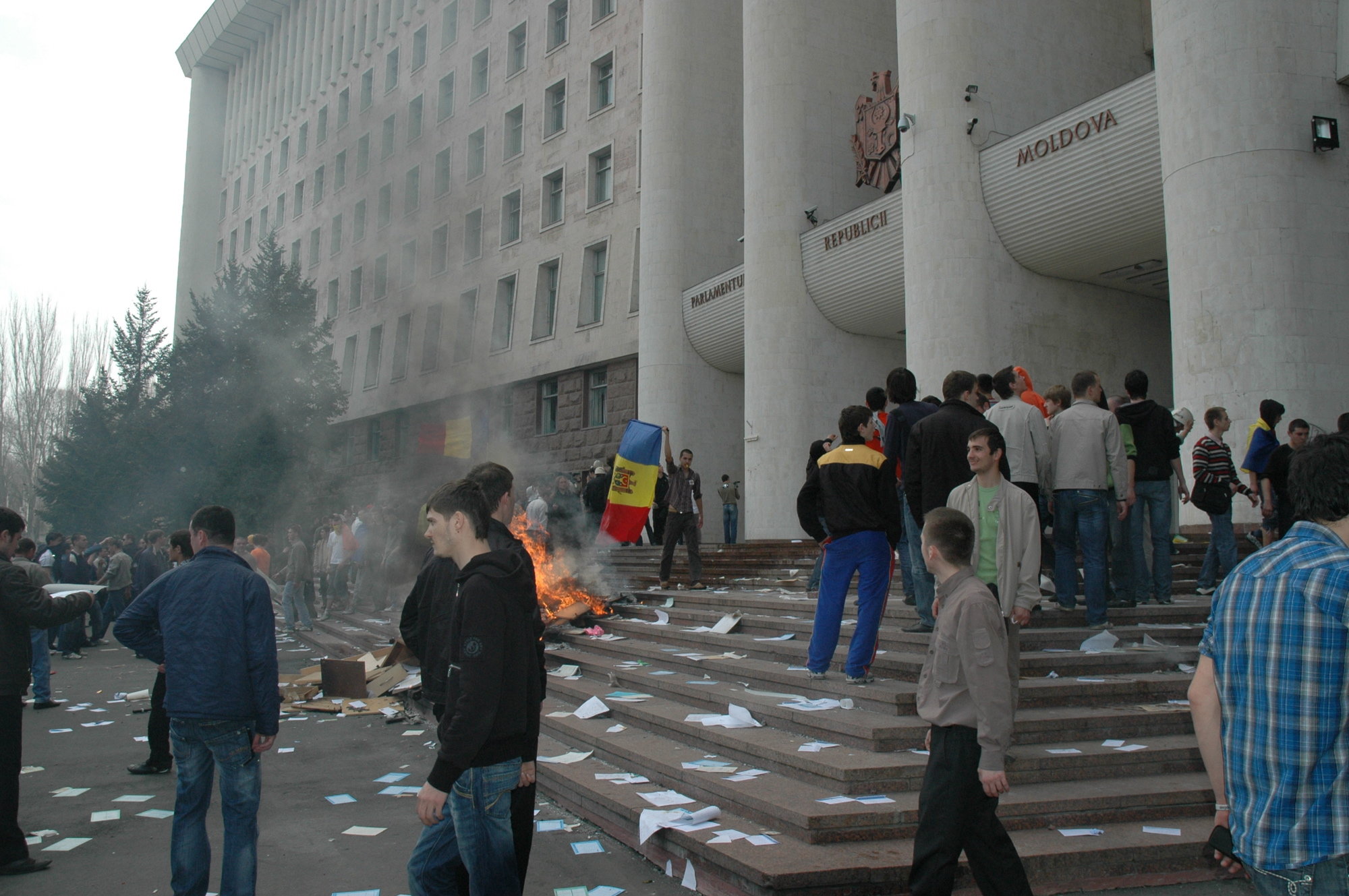
Sturm auf das Parlamentsgebäude

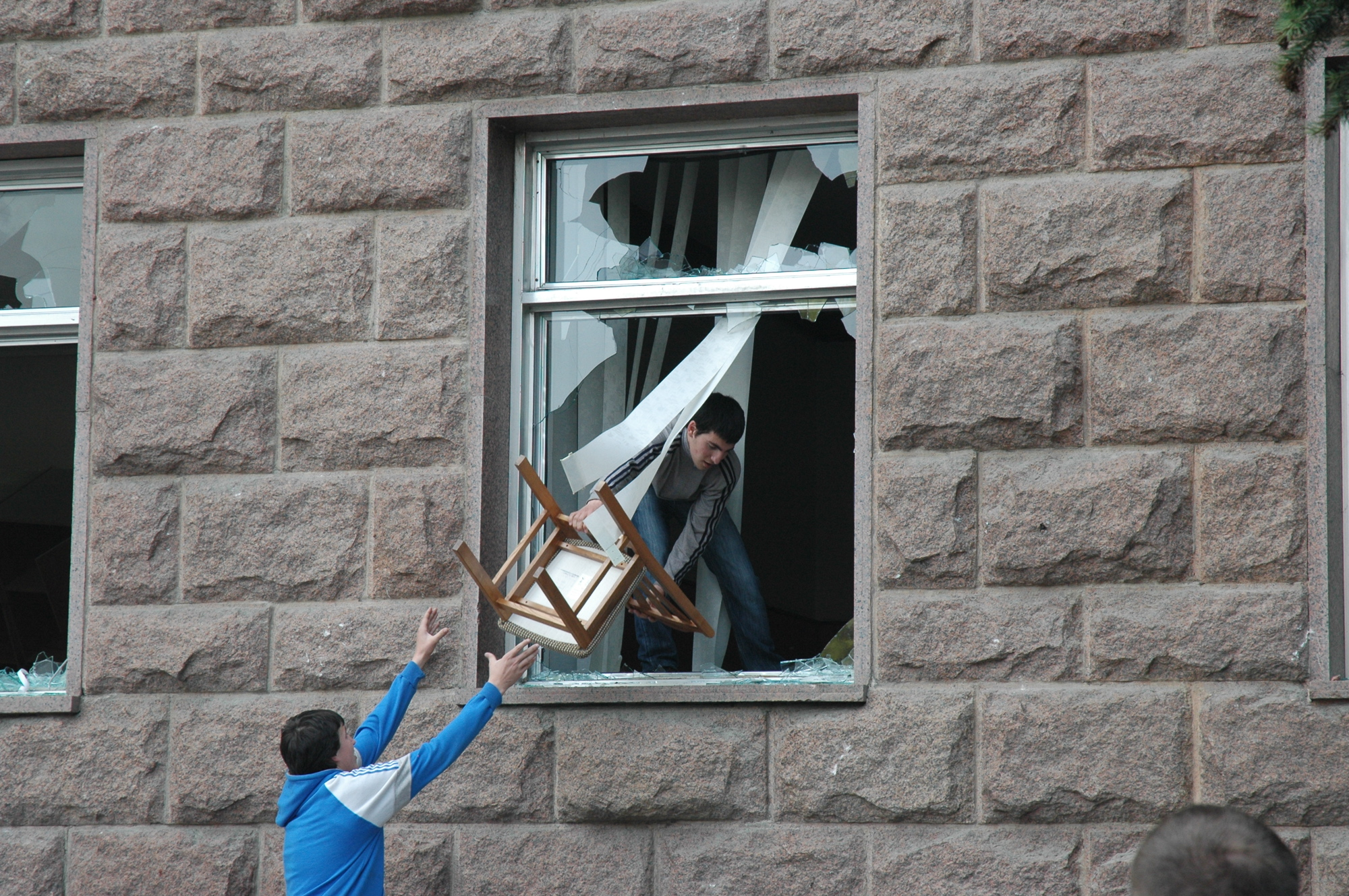
Randalierende Demonstranten im Parlamentsgebäude

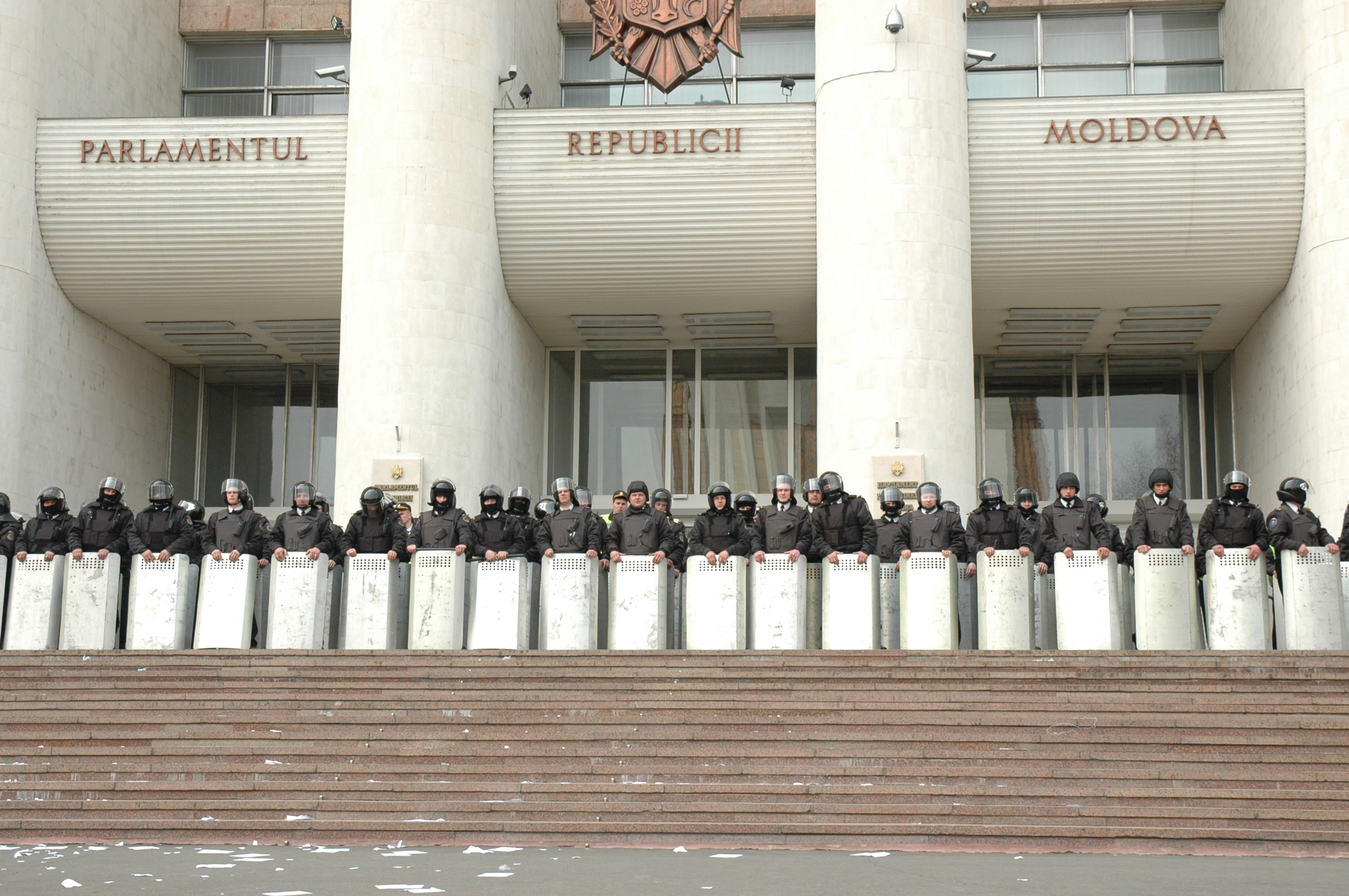
Polizisten vor dem Parlament

Am 7. April 2009, zwei Tage nach der Wahl, kam es in der moldauischen Hauptstadt Chișinău zu einer Massendemonstration gegen die regierenden Kommunisten, deren Entstehen maßgeblich auf Netzwerke der Internetplattform Twitter und weniger auf die Initiative der Oppositionsparteien zurückgehen soll. Die mehr als 10.000 Teilnehmer warfen der Regierung Wahlfälschung vor und forderten eine Wiederholung der Abstimmung. Eine der Wortführerinnen der Demonstranten war die bekannte moldauische Journalistin Natalia Morari. Meldungen, sie sei festgenommen worden, wurden später dementiert. Jedoch soll sie mittlerweile unter Hausarrest stehen. Es wurde befürchtet, dass sie wegen Unruhestiftung zu einer mehrjährigen Gefängnisstrafe verurteilt werden könnte. Morari arbeitete von 2002 bis 2007 in Moskau für die regierungskritische Zeitung The New Times. Sie wurde bekannt, als ihr Ende 2007 wegen ihrer gegen das Putin-Regime gerichteten Aktivitäten die Wiedereinreise nach Russland verweigert wurde. Im Anschluss an die Proteste drangen Demonstranten ins Parlamentsgebäude und das Präsidialbüro ein, zerstörten die Büroeinrichtungen und legten Feuer. Eine Frau kam dabei ums Leben. Wie erst später bekannt wurde, starb auch ein 23-jähriger Student. Familienangehörige erklärten, dieser sei festgenommen und in Polizeigewahrsam derart misshandelt worden, dass er schließlich an den Verletzungen starb. Die Behörden machten zu den Todesumständen keine Angaben.
Einen Tag nach den Krawallen erklärte die moldauische Regierung, sie verdächtige Kräfte im benachbarten Rumänien der Anstiftung der Unruhen. Sie setzte als Konsequenz die Visa-freie Einreise für rumänische Staatsbürger aus. Pressemeldungen zufolge wurde auch in Rumänien studierenden Moldauern die Einreise in ihr Heimatland verweigert. Der rumänische Botschafter wurde ausgewiesen sowie der moldauische Botschafter in Bukarest abgezogen. Als Indiz für eine Verwicklung Rumäniens sieht die moldauische Staatsanwaltschaft etwa die Graffiti in rumänischer Sprache, die während der Ausschreitungen in den gestürmten Gebäuden entstanden sind. Ferner wurde nach dem Sturm auf das Parlament die Flagge Rumäniens auf dem Dach gehisst.
Die Opposition distanzierte sich unterdessen von den Randalierern. Am Abend des 8. April 2009 versammelten sich erneut Demonstranten vor dem Sitz der Regierung. Sie forderten die Freilassung der am Vortag verhafteten 192 Demonstranten und drohten damit, das Gebäude zu stürmen. In der Ukraine wurde auf Betreiben der moldauischen Regierung der Unternehmer Gabriel Stati, einer der reichsten Männer Moldaus, festgenommen. Stati gilt als Financier oppositioneller Medien und der oppositionellen Partidul Liberal. Er soll zu der Demonstration aufgerufen haben, die in den Krawallen endete. Aus Angst vor einer Festnahme floh er über die ukrainische Grenze.
Während die Regierung betont, sie habe die Polizei ausdrücklich angewiesen sich zurückzuhalten um Blutvergießen zu verhindern, behaupten Oppositionelle, man habe die randalierende Menge absichtlich gewähren lassen, um die Gesetzesübertretungen propagandistisch auszuschlachten.
Präsident Voronin bat am 10. April das Verfassungsgericht, eine Neuauszählung der bei der Wahl abgegebenen Stimmen zu veranlassen. Gegen die Entscheidung der Zentralen Wahlkommission, den Oppositionsparteien Einblick in die Wählerlisten zu gewähren, legte Voronins Partei dagegen Rechtsmittel ein. Unterdessen kündigten die Parteiführungen der Partidul Liberal, der Partidul Liberal Democrat din Moldova und der Alianța Moldova Noastră neue Protestkundgebungen für Sonntag, den 12. April an. Am Freitag nach dem Wahlgang hatte sich die Lage in der moldauischen Hauptstadt erstmals seit den gewalttätigen Protesten wieder beruhigt.
Am Samstag, den 11. April kam es erneut zu einer Kundgebung, an der unterschiedlichen Angaben zufolge 3.000 bis 4.000 Menschen teilnahmen. Auch die Führer der wichtigsten Oppositionsparteien, Mihai Ghimpu (PL), Serafim Urecheanu (AMN) und Vlad Filat (PLDM) waren anwesend. Die moldauische Sektion der Menschenrechtsorganisation Amnesty International zeigte sich unterdessen besorgt über die zahlreichen Verhaftungen. Berichten zufolge wurden junge Menschen auf offener Straße, in öffentlichen Verkehrsmitteln und im laufenden Unterricht von Zivilpolizisten festgenommen und abgeführt. Zahlreiche Personen gaben später an, während der Verhöre durch die Polizei gefoltert worden zu sein. Das Verfassungsgericht ordnete eine Neuauszählung der abgegebenen Stimmen und eine Überprüfung der Wählerlisten an. Die Opposition lehnte dies jedoch ab. Sie sah darin den Versuch, eine von ihr vermutete Wahlfälschung zu vertuschen. Die Neuauszählung bestätigte das zuvor bekanntgegebene Endergebnis. Lediglich kleinere Zählfehler wurden festgestellt.

## Gescheiterte Wahl des Staatspräsidenten

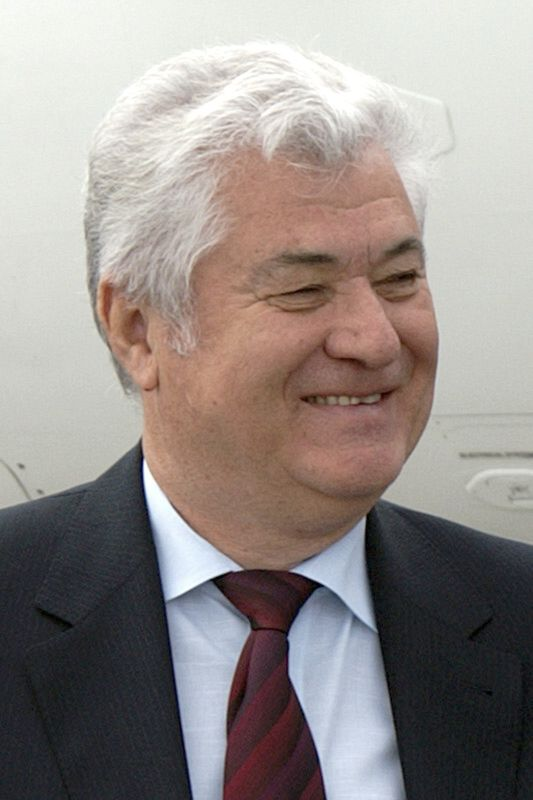
Bisheriger Amtsinhaber und Vorsitzender der PCRM Vladimir Voronin

Eine der ersten Aufgaben des neu gewählten Parlaments ist die Wahl eines neuen Staatspräsidenten. Amtsinhaber Vladimir Voronin durfte nach zwei Amtszeiten nicht erneut antreten. Sein Nachfolger muss bis zum 8. Juni 2009 mit einer Drei-Fünftel-Mehrheit (61 von 101 Stimmen) gewählt sein. Erreicht kein Kandidat in drei Wahlgängen die nötige Mehrheit oder verstreicht die Frist, ohne dass ein Staatsoberhaupt gewählt wurde, so wird das Parlament aufgelöst und Neuwahlen werden angesetzt. Die Oppositionsparteien hatten bereits angekündigt, nicht mit den Kommunisten zusammenarbeiten zu wollen. Da diese nicht allein über die nötige Mandatszahl verfügen und auf mindestens eine Stimme aus den Reihen der Opposition angewiesen sind, könnte diese so Neuwahlen erzwingen. Als mögliche Kandidaten der PCRM für das Amt des Staatspräsidenten galten Ministerpräsidentin Zinaida Greceanîi und Parlamentspräsident Marian Lupu. Offiziell nominiert wurden durch die PCRM schließlich Zinaida Greceanîi und der Neurochirurg Stanislav Groppa, Mitglied der Akademie der Wissenschaften. Die Aufstellung des zweiten Kandidaten, Stanislav Groppa, war der Gesetzgebung geschuldet, die eine Wahl ohne Gegenkandidaten nicht vorsieht.
Am 20. Mai 2009 stellte sich die Ministerpräsidentin Zinaida Greceanîi dem Parlament als Präsidentschaftskandidatin der PCRM zur Wahl. Sie erhielt die 60 Stimmen der Abgeordneter ihrer Partei. Stanislav Groppa erhielt erwartungsgemäß keine Stimme. Greceanîi erreichte aber nicht das notwendige Votum von 61 Stimmen, da die Oppositionsparteien die Abstimmung boykottierten.
Ein erneuter Versuch, ein Staatsoberhaupt zu wählen, wurde für den 3. Juni angekündigt. Dabei trat neben Greceanîi als formeller Kandidat Moldaus Botschafter in Russland, Andrei Neguță, an. Wie erwartet scheiterte auch dieser letztmögliche Wahlversuch. Die Opposition boykottierte wiederum die Wahl Greceanîis. Noch im letzten Moment hatte der derzeitige Staatspräsident Vladimir Voronin versucht, die Oppositionsparteien umzustimmen und ihnen eine Beteiligung an der Regierungsbildung vorgeschlagen, was diese jedoch entschieden ablehnten.

## Neuwahlen
Gemäß der moldauischen Verfassung war Staatspräsident Voronin nach dem Scheitern der Wahl eines Präsidenten verpflichtet, das Parlament aufzulösen und Neuwahlen anzusetzen. Voronin erklärte, er wolle zunächst die Bildung einer neuen Regierung vorantreiben und erst danach einen Termin für Neuwahlen ansetzen. Als Regierungschefin schlug er die Amtsinhaberin und gescheiterte Präsidentschaftskandidatin Greceanîi vor. Die Neuwahlen in Moldau fanden schließlich am 29. Juli 2009 statt, aus der die prowestlichen Parteien gestärkt hervorgingen.